# Harpactirella longipes
Harpactirella longipes är en spindelart som beskrevs av William Frederick Purcell 1902. Harpactirella longipes ingår i släktet Harpactirella och familjen fågelspindlar. Inga underarter finns listade i Catalogue of Life.